# Andreas Luiken
Andreas Luiken (* 10. Februar 1925 in Minsen, Amt Jever; † 9. Januar 2012 in Jever) war ein deutscher Politiker (CDU). Er war von 1973 bis 1990 Abgeordneter im Landtag von Niedersachsen.

## Leben
Luiken absolvierte die Mittlere Reife und meldete sich danach als Kriegsfreiwilliger für den Zweiten Weltkrieg. Dort war er als Flugzeugführer eingesetzt und war Hauptmann der Reserve. Nach dem Zweiten Weltkrieg machte er von 1945 bis 1950 eine Berufsausbildung und arbeitete seit 1950 als selbständiger Landwirt. Im Jahr 1957 trat er der CDU bei. Er war zudem wie Rudolf Garlichs Mitglied des Aufsichtsrates der Wohnungsbaugesellschaft Friesland. Seit 1964 war Luiken Ratsherr und von 1966 bis 1984 Bürgermeister der Gemeinde Wangerland. Während dieser Zeit zog er am 20. Februar 1973 erstmals in den Niedersächsischen Landtag ein, als er über die Landesliste der CDU in die siebte Wahlperiode nachrückte. Luiken zog auch bei den nächsten Landtagswahlen in den Landtag von Niedersachsen ein, dem er bis zum Ende der elften Wahlperiode am 20. Juni 1990 angehörte. In der letzten Wahlperiode war Luiken Schriftführer des Niedersächsischen Landtages. Außerdem war er seit 1975 Vorsitzender des Unterausschusses „Fremdenverkehr“ des Ausschusses für Wirtschaft und Verkehr und blieb dies bis zu seinem Ausscheiden.

## Auszeichnungen
- 1983: Bundesverdienstkreuz am Bande des Verdienstordens der Bundesrepublik Deutschland